# بی‌اف‌گودریچ
بی‌اف‌گودریچ (انگلیسی: BFGoodrich) شرکت آمریکایی است، که در سال ۱۸۷۰ توسط بنجامین گودریچ تأسیس شد. این شرکت، نخست یک شرکت تابعه از گودریچ بود که در سال ۱۹۹۰ به میشلن فرانسه واگذار شد.